# Jules Dallemagne (1858-1923)
Pour les articles homonymes, voir Jules Dallemagne.
Jules Dallemagne, né le 21 avril 1858 et décédé en 1923, fut un médecin, criminologue et homme politique belge libéral.
Dallemagne fut professeur de médecine légale à l'ULB.

## Œuvres
- Les stigmates anatomiques de la criminalité, Ed. G.Masson, Paris, 1894.
- Les stigmates biologiques et sociologiques de la criminalité., Ed. G.Masson, Paris, 1896.
- Les théories de la criminalité, Masson et Cie, Paris, 1895.
- Dégénérés et déséquilibrés , 1895
- Physiologie de la volonté , 1897
- Les théories de la criminalité , 1896
- La volonté dans ses rapports avec la responsabilité pénale , 1899
- Pathologie de la volonté, 1898
- Quelques phases de l'évolution de la propriété , Revue Int'le de Sociologie, Giard & Brière, Paris, 1897